# José White
José Silvestre de los Dolores White Lafitte, també conegut com a Joseph White (Matanzas, Cuba, 31 de desembre de 1835 - París, 15 de març de 1918) va ser un violinista i compositor d'origen cubà.

## Biografia
José White nasqué a Matanzas el 1836, fill de Carlos White, un comerciant francès i d'una mare afro-cubana, María Escolástica. Ben jove, quan tenia una miqueta més de 4 anys, manifestà molta traça pel violí que tocava son pare com a aficionat. Amb aquest aprengué a tocar l'instrument i quan José tingué 8 anys començà a seguir classes de violí amb José Miguel Roman i després Pedro Lecerf. Ben aviat dominava 15 altres instruments a més del violí. Feu el seu primer concert públic a Matanzas al març de 1854 acompanyat pel pianista i compositor estatunidenc Louis Moreau Gottschalk, que el va incitar a completar els seus estudis de l'instrument a França. Aquest mateix va recaptar diners per a poder enviar el jove White a l'altra banda de l'Atlàntic.
L'any següent començà a estudiar al Conservatori de París i fou apreciat per Rossini.
Hi estudià violí amb un dels més prestigiosos violinistes francesos, Alard, la composició amb Henri Reber i el contrapunt i la fuga amb Ferdinand Taite. Només al cap d'un any d'estudi, el 29 de juliol de 1856 aconseguí el primer premi del Conservatori de la capital francesa. De 1877 a 1889 va ocupar el càrrec de director del Conservatori Imperial de Rio de Janeiro. Més tard tornà a París on passà la resta de la seva vida i on ajudava als seus compatriotes músics presentant-los als millors professors, com va fer entre d'altres amb Rafael Díaz Albertini y Urioste. Tocava amb el famós Stradivarius 1737 "Cant del Cigne". La seva obra més famosa és La bella cubana, una havanera.

## Podeu veure
- Ignacio Cervantes